# Lucibela
Lucibela, née le 18 avril 1986 à Tarrafal sur l'île de São Nicolau au Cap-Vert, est une chanteuse capverdienne qui interprète des mornas et des coladeiras dans la lignée de Cesaria Evora. 

## Biographie
Lucibela commence à chanter très jeune, à la maison, principalement en écoutant la radio. Sa famille déménage à Mindelo sur l’île de São Vicente, lorsque l’adolescente doit poursuivre ses études au collège. C’est au lycée, en terminale qu’elle chante la première fois en public en interprétant la chanson de Cesaria Evora, Nutridinha.
Bien décidée à faire carrière en tant que chanteuse, la jeune femme se produit avec divers groupes de musiciens dans les grands hôtels des îles de Sal et de Boa Vista. Elle chante pour les touristes des classiques de la musique capverdienne tirés des répertoires de Cesaria Evora, Bana, ou Titina. Elle donne son premier concert à Lisbonne, en 2016, puis se fait remarquer lors de l’édition 2017 de l’AME (Atlantic Music Expo) le marché des musiques du monde qui se tient à Praia. Quand certains producteurs la comparent à la Diva aux Pieds Nus, la jeune femme déclare « Cesaria est unique et il n’y aura jamais une autre Cesaria. Ce que je veux c´est continuer le travail que Cesaria a commencé. Je veux chanter les genres musicaux cap-verdiens comme la morna et coladeira un peu partout dans le monde, mais je veux y arriver avec mon propre talent ».
Lucibela participe ensuite le 11 juin 2017 au concert hommage à Cesaria Evora qui est donné à la Philharmonie de Paris en compagnie de Teofilo Chantre (en), Lura et Bonga. 
En février 2018, elle sort son premier album Laço Umbilical, publié chez Lusafrica.

## Discographie
Albums
- Laço Umbilical - (février 2018 - Lusafrica)[9]
- Laço Umbilical (Bonus Version) - (juin 2019 - Lusafrica)